# 地域医療機能推進機構京都鞍馬口医療センター
地域医療機能推進機構京都鞍馬口医療センター（ジェイコーきょうとくらまぐちいりょうせんたー）は、京都府京都市北区にある医療機関である。独立行政法人地域医療機能推進機構が運営する病院の一つである。通称JCHO京都鞍馬口医療センター（ジェイコーきょうとくらまぐちいりょうセンター）。

## 沿革
- 1946年7月2日 - 「健康保険鞍馬口病院」として開設。
- 1946年7月20日 - 開院。
- 1962年11月 - 総合病院となる。
- 1990年10月 - 「社会保険京都病院」と改称。
- 1997年4月1日 - 臨床研修指定病院に指定。
- 2014年4月1日 - 地域医療機能推進機構発足とともに現在の名称に改称。

## 診療科
- 内科
- 消化器内科
- 循環器内科
- 血液内科
- 呼吸器内科
- 糖尿病内科
- 外科
- 肛門外科
- 血管外科
- 呼吸器外科
- 歯科・口腔外科
- 整形外科
- 小児科
- 耳鼻咽喉科
- リウマチ科
- 皮膚科
- 眼科
- 泌尿器科
- 産婦人科
- 放射線科
- 麻酔科

## 交通アクセス
- 京都市営地下鉄烏丸線鞍馬口駅（出入口2番）より徒歩約1分。